# Arturo Vigna
Arturo Vigna (Torí (Piemont), 1863 – Milà (Llombardia), 30 de gener de 1927) va ser un director d'orquestra italià, conegut per haver dirigit òperes, en particular el repertori de Giuseppe Verdi.
Arturo Vigna va mostrar un gran interès per la música des de ben jove, però el seu pare el va obligar a graduar-se a l'institut clàssic. Després va començar els seus estudis musicals al Conservatori Giuseppe Verdi sota la direcció de Carlo Pedrotti.
Va començar la seva carrera a Itàlia, dirigint, entre altres coses, l’Aïda de Verdi al "Teatro Civico" de Càller el 1893. Entre 1895 i 1903 va ocupar el càrrec de director musical de l'Òpera de Monte-Carlo, i després es va traslladar als Estats Units d'Amèrica, treballant també com a director al Metropolitan Opera House de Nova York, on entre 1903 i 1907, va dirigir en poc menys de 250 ocasions.
Al Met l'any 1906 va dirigir les estrenes als Estats Units de les òperes Fedora, del compositor italià Umberto Giordano, i de La damnation de Faust del francès Hector Berlioz. Dos anys abans, el 1904, també havia dirigit les primeres representacions al Met de L'elisir d'amore de Gaetano Donizetti i Lucrezia Borgia, i el 1907 les estrenes al Met de Manon Lescaut i Madame Butterfly, amb Geraldine Farrar, Enrico Caruso, Antonio Scotti i Louise Homer, ambdues supervisades pel mateix Giacomo Puccini.
També al Met va dirigir noves produccions d'Aïda i Rigoletto de Verdi, Don Pasquale de Donizetti, La Gioconda d'Amilcare Ponchielli, La sonnambula de Vincenzo Bellini i L'africana de Giacomo Meyerbeer.
De 1917 a 1922 Vigna va ser director de l'Òpera nacional de París. Durant la seva carrera també ha dirigit obres a Bèrgam, Berlín, Dresden, Madrid, Praga i Trieste. Va morir als 63 anys a Milà.